# Fulvisporium restifaciens
Fulvisporium restifaciens är en svampart som först beskrevs av D.E. Shaw, och fick sitt nu gällande namn av Vánky 1997. Fulvisporium restifaciens ingår i släktet Fulvisporium och familjen Ustilentylomataceae.   Inga underarter finns listade i Catalogue of Life.